# Francuska okupacja Malty
Francuska okupacja Malty trwała od roku 1798 do 1800. Została zapoczątkowana, gdy Zakon św. Jana poddał się Napoleonowi w czerwcu 1798 roku.

## Francuska inwazja na Maltę
19 maja 1798 roku z Tulonu wypłynęła francuska flota, wioząc wojska ekspedycyjne w sile ponad 30 tys. ludzi pod dowództwem generała Napoleona Bonaparte. Celem tej potężnej siły był Egipt; Napoleon pragnął rozszerzyć francuskie wpływy na inne kontynenty oraz zmusić Anglików do zawarcia pokoju w wojnach rewolucyjnej Francji, które rozpoczęły się w roku 1792. Płynąc na południowy wschód konwój zasilony został dodatkowymi transportami w portach włoskich i 9 czerwca o 5:30 przypłynął do Valletty. W owym czasie Malta i sąsiednie wyspy rządzone były przez Zakon św. Jana, stary i wpływowy zakon feudalny, osłabiony jednak przez utratę większości swoich dochodów podczas Rewolucji Francuskiej. Wielki Mistrz Ferdinand von Hompesch zu Bolheim odmówił żądaniom Bonapartego, aby wpuścić do portu w Valletcie całą flotę argumentując, że neutralność Malty daje możliwość zacumowania w porcie jedynie dwóch jednostek.

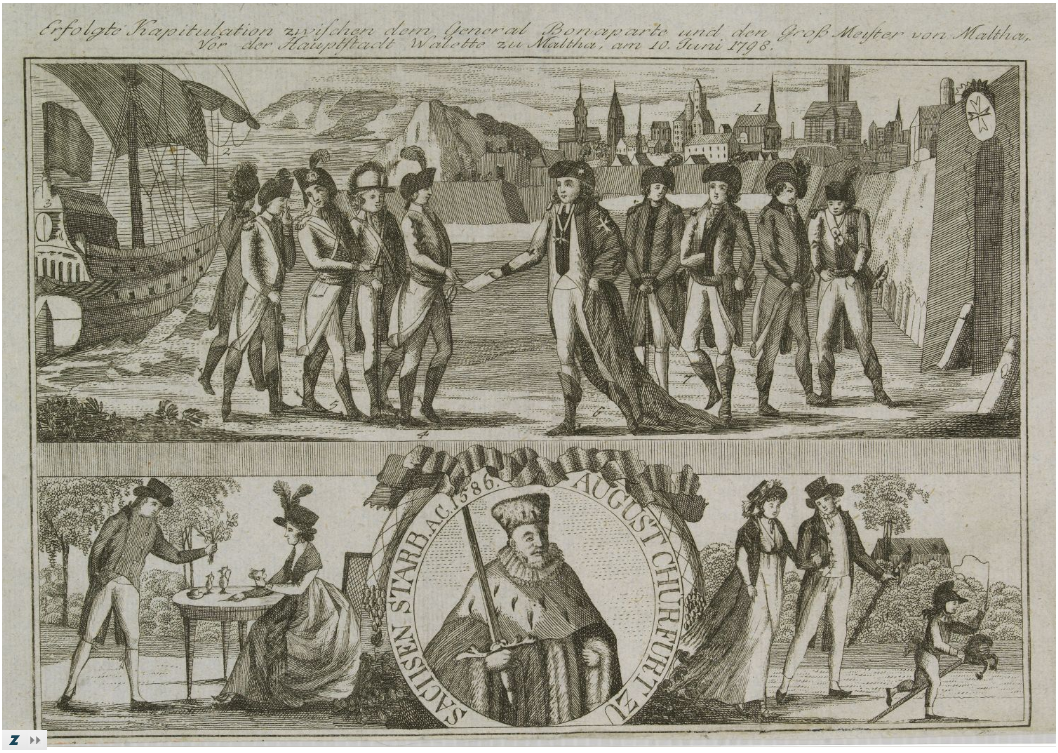
Kapitulacja Malty przed generałem Bonaparte

Po otrzymaniu takiej odpowiedzi Bonaparte natychmiast rozkazał rozpocząć ostrzeliwanie Valletty przez swoje okręty, a 11 czerwca generał Louis Baraguey d’Hilliers rozpoczął operację desantową, w której kilka tysięcy żołnierzy wylądowało w siedmiu strategicznych miejscach na wyspie. Francuscy rycerze Zakonu zdezerterowali, a pozostali nie zorganizowali znaczącego oporu. Około dwóch tysięcy Maltańczyków stawiało opór przez 24 godziny, lecz wycofali się do Valletty, kiedy miasto Mdina zostało zdobyte przez generała Claude-Henri Belgrand de Vaubois. Valletta była wystarczająco mocna, aby wytrzymać długie oblężenie, Napoleon negocjował więc poddanie miasta z Wielkim Mistrzem Hompeschem, który zgodził się przekazać Maltę wraz ze wszystkimi zasobami i bogactwami Francuzom w zamian za posiadłości we Francji i rekompensaty finansowe dla siebie i swoich rycerzy. Bonaparte pozostawił na wyspie garnizon w liczbie 3 tys. żołnierzy z generałem Vaubois na czele, a sam z resztą sił ekspedycyjnych wypłynął 19 czerwca do Aleksandrii.

## Reformy Napoleona

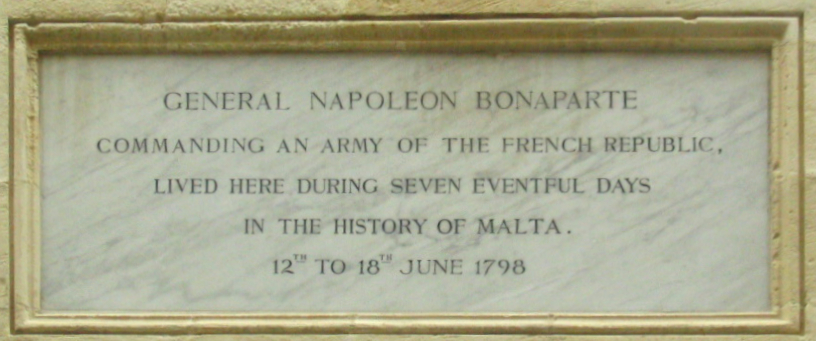
Tablica na Palazzo Parisio, informująca o zatrzymaniu się tutaj Napoleona.

Podczas swojego krótkiego pobytu na Malcie Napoleon zatrzymał się w Palazzo Parisio w Valletcie (dziś zajmowanym przez Ministerstwo Spraw Zagranicznych). Wprowadził w życie reformy bazujące na zasadach Rewolucji Francuskiej. Reformy te można podzielić na cztery główne kategorie:

### Socjalne
Mieszkańcy Malty zostali obdarowani równością wobec prawa i byli traktowani jak obywatele francuscy. Maltańskie tytuły szlacheckie zostały zniesione a niewolnicy obdarzeni wolnością. Zagwarantowano wolność słowa i pisma, jakkolwiek jedynym pismem był Journal de Malta, wydawany przez rząd. Więźniowie polityczni (w tym Mikiel Anton Vassalli) oraz uczestnicy powstania księży zostali uwolnieni, a społeczność żydowska uzyskała zezwolenie na budowę synagogi.

### Administracyjne
Wszystkie posiadłości Zakonu zostały przejęte przez rząd francuski.
Powołano Commission de gouvernement (Komisję Rządową) do zarządzania wyspą, w skład której wchodzili:
- Gubernator Wojskowy: Claude-Henri Belgrand de Vaubois
- Komisarz: Michel-Louis-Étienne Regnaud
- Przewodniczący Komisji Cywilnej: Jean de Boisredon de Ransijat
- Sekretariat Komisarza: Coretterie
- Członkowie:
  - Don Francesco Saverio Caruana (kanonik Katedry w Mdinie)
  - baron Jean-François Dorell (prawnik)
  - dr Vincenzo Caruana (sekretarz arcybiskupa i przewodniczący sądu)
  - Cristoforo Frendo (notariusz)
  - Benedetto Schembri (sędzia)
  - Paolo Ciantar (kupiec)
  - Carlo Astor

oraz Commission des domaines (Komisję Własnościową) w składzie:
- Martthieu Poussielgue
- Jean-André Caruson
- Robert Roussel

Nadto Malta została podzielona na kantony i gminy. Każda była zarządzana przez prezydenta, sekretarza i dwóch członków.
- Kanton Malty
  - Gmina Zachodnia (Valletta i Floriana)
  - Gmina Wschodnia (Birgu, Senglea i Cospicua)
- Kanton Mdiny, Rabatu i Dingli
- Kanton Żebbuġ
- Kanton Qormi i Luqa
- Kanton Naxxar, Mosty i Għargħur
- Kanton Birkirkary, Lija, Balzan i Attard
- Kanton Siġġiewi, Qrendi i Mqabba
- Kanton Żejtun, Żabbar, Għaxaq i Tarxien
- Kanton Żurrieq, Safi, Kirkop i Gudja

Francuskim Komendantem Gozo został Jean-Louis-Ebénézer Reynier. Wyspa podzielona została na dwie gminy:
- Gmina Miasta Gozo (Rabat, Għarb, Sannat i Xewkija)
- Gmina Caccia (Xagħra, Żebbuġ i Nadur)

Została również utworzona Gwardia Narodowa.

### Edukacyjne

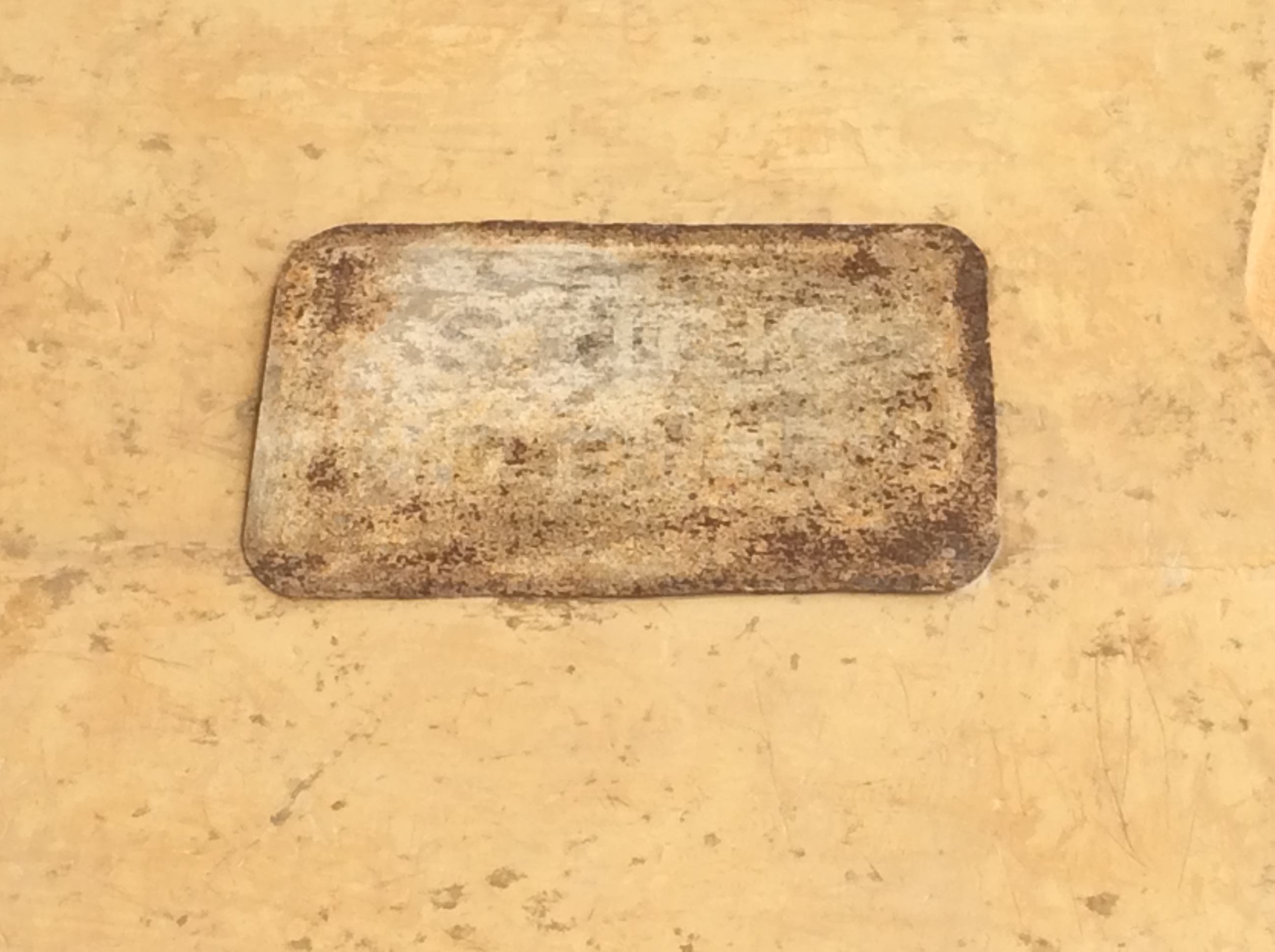
Znak uliczny umieszczony podczas francuskiej okupacji na fasadzie Biblioteki Narodowej Malty

Zostały utworzone szkoły podstawowe w głównych miastach i wsiach. 60 studentom zezwolono na studiowanie we Francji. Uniwersytet Maltański został przemianowany na Polytecnique i zaczęto tam wykładać przedmioty ścisłe. Faktycznie jednak żadna z tych reform nie urzeczywistniła się ze względu na krótki okres rządów francuskich.

### Relacje Kościół – Państwo
Obszerne nieruchomości kościelne zostały przejęte przez rząd, poszczególne zakony religijne miały prawo do utrzymania jedynie jednego zgromadzenia żeńskiego każdy. Inkwizycja została zniesiona, a ostatni inkwizytor został wypędzony z wyspy.
Niedługo później francuscy żołnierze zaczęli grabić posiadłości kościelne, co stało się jedną z głównych przyczyn powstania maltańskiego przeciwko Francuzom.

## Powstanie maltańskie

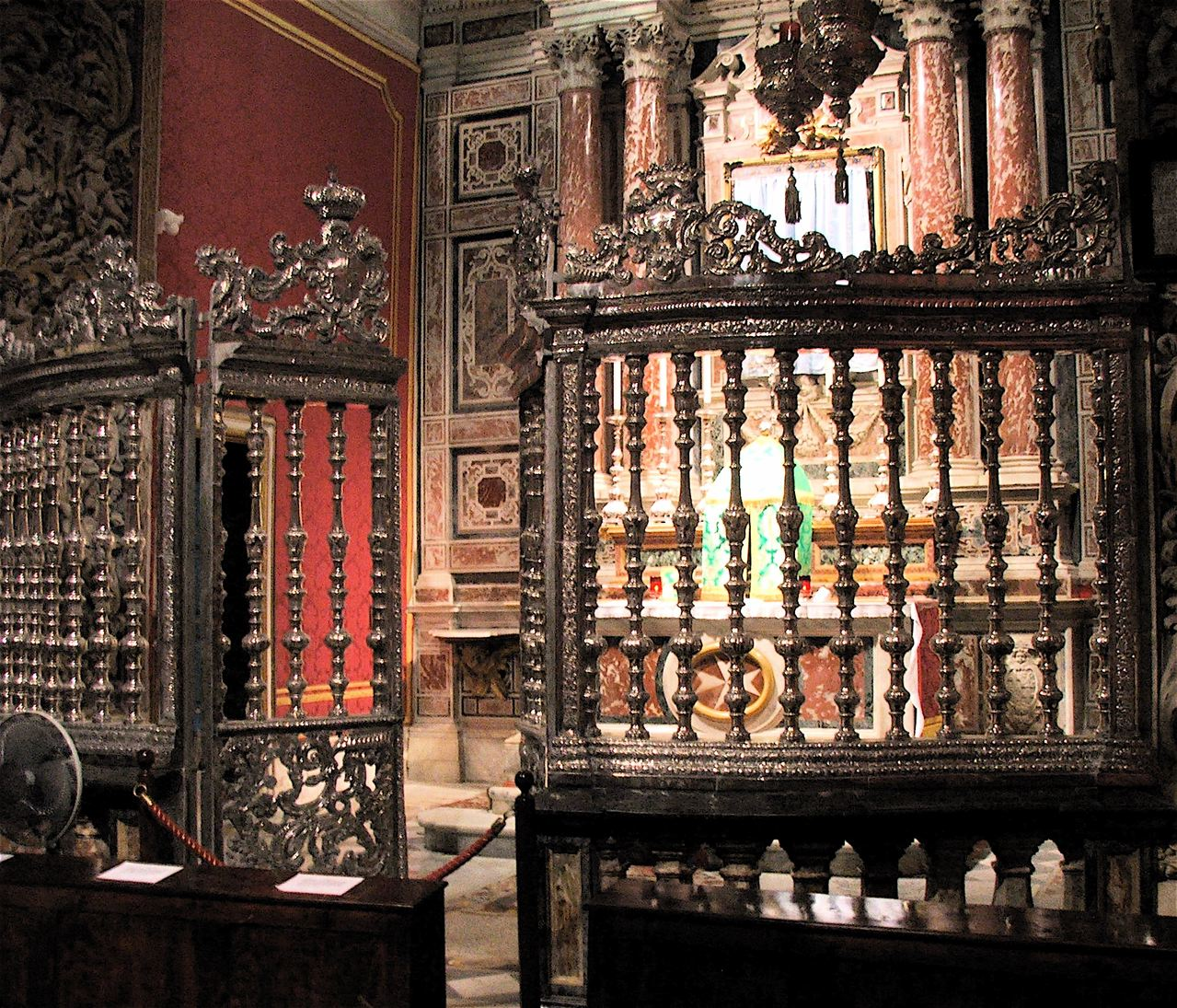
Srebrna brama w Konkatedrze św. Jana została pomalowana przez Maltańczyków na czarno, skutkiem czego francuscy żołnierze nie odkryli, że jest zrobiona ze srebra i nie przetopili jej na sztaby.

Francuzi szybko zlikwidowali wszelkie instytucje Zakonu Joannitów, w tym Kościoła katolickiego, z czego Maltańczycy nie byli zadowoleni. Wynikły też problemy natury ekonomicznej i rząd francuski zaprzestał wszelkich wypłat, rozpoczął natomiast wywóz złota i srebra z banków oraz zasobów Zakonu. Posiadłości kościelne zostały ograbione i zmuszono Kościół do ponoszenia kosztów francuskiej ekspedycji do Egiptu. Działalność ta wywołała znaczny gniew wśród głęboko wierzących Maltańczyków. 2 września, w czasie aukcji posiadłości kościelnych, gniew ten wybuchł powszechnym powstaniem, i w czasie kilku następnych dni tysiące maltańskich partyzantów zepchnęło francuski garnizon do Valletty i na teren portu. Valletta została otoczona przez około 10 tys. powstańców pod wodzą Emmanuela Vitale i kanonika Francesco Caruany, lecz forteca była za mocna do zdobycia przez siły nieregularne. Maltańczycy zbudowali fortyfikacje oblężnicze otaczające port, aby móc bombardować Francuzów. Wkrótce przybyła pomoc brytyjska, i w roku 1799 kapitan Alexander Ball został mianowany Cywilnym Komisarzem Malty. Francuski garnizon w Valletcie w końcu, 4 września 1800 roku, skapitulował przed Brytyjczykami i Malta stała się brytyjskim Protektoratem.

### Gozo
28 października 1798 roku Ball zakończył z sukcesem negocjacje z francuskim garnizonem na sąsiadującej z samą Maltą niewielkiej wyspie Gozo. 217 francuskich żołnierzy zgodziło się poddać bez walki i przekazać wyspę Brytyjczykom, a ci jeszcze tego samego dnia przekazali wyspę w ręce mieszkańców. Archiprezbiter Saverio Cassar rozpoczął zarządzanie wyspą w imieniu króla Ferdynanda III z Sycylii. Gozo pozostało niezależne do czasu, gdy Cassar został pozbawiony władzy przez Brytyjczyków w roku 1801.